# Rolf Börjlind
Rolf Sigvard Börjlind, född 7 oktober 1943 i Västra Skrävlinge församling i Malmö, är en svensk poet, skådespelare, regissör, romanförfattare och manusförfattare. Börjlind är mest känd för filmerna om Jönssonligan samt filmerna om Martin Beck som gjordes 1997–2007. Tillsammans med sin hustru Cilla Börjlind skriver han böckerna om Tom Stilton och Olivia Rönning.

## Biografi
Börjlind började på journalisthögskolan i Stockholm 1965 men hoppade av utbildningen. I slutet av 1960-talet började han samarbeta med konstnären Carsten Regild där Börjlind bidrog med text och Regild med bild. Tillsammans startade de stenciltidskriften Kulturmagasinet Vargen som gavs ut 1974–1975. De startade även Vargens förlag för att ge ut tidningen, konstböcker och artists books. Deras samarbete fortsatte sedan på olika sätt under hela Regilds livstid. 1976-77 medverkade han i radioprogrammet Cabaré öppen kanal. 1977 presenterade han filmprogrammet Persona non grata (även titel på en bok från samma år) på Moderna museet och 1979 genomförde han, Regild och Bruno K. Öijer programserien Panik på Moderna museet med musik, poesi och film av de tre. och 1979 I slutet av 1970-talet blev han copywriter på en reklambyrå och i början av 1980-talet började han skriva satir i dagspress.
Rolf Börjlind är ordförande i Sveriges dramatikerförbund. Börjlind finns representerad vid Moderna museet i Stockholm. Börjlind skrev tillsammans med Mats Ronander texter till Ronanders musikalbum "Himlen gråter för Elmore James", utgiven 1992. 

### Familj
Rolf Börjlind är gift med Cilla Börjlind, som han även skriver tillsammans med. Börjlind är bosatt i Storängen i Nacka  i den så kallade lotterivillan.

## Filmografi

### Skådespelare
- 1980 – Konst
- 1985 – Dödspolare

### Regi
- 1980 – Konst är dyrbarare än korv
- 1999 – Fatimas tredje hemlighet
- 1999 – Dödlig drift
- 2000 – 90 minuter 90-tal

### Manus i urval
- 1981 – Varning för Jönssonligan
- 1982 – Skulden (TV-serie)
- 1983 – Kalabaliken i Bender
- 1984 – Jönssonligan får guldfeber
- 1986 – Morrhår och ärtor
- 1986 – Jönssonligan dyker upp igen
- 1989 – Jönssonligan på Mallorca
- 1992 – Jönssonligan och den svarta diamanten
- 1994 – Betraktelse
- 1994 – Läckan
- 1994 – Yrrol
- 1995 – Älskar, älskar inte
- 1995 – Vita lögner
- 1997 – Beck – Lockpojken
- 1997 – Beck – Mannen med ikonerna
- 1997 – Beck – Pensionat Pärlan
- 1997 – Beck – Spår i mörker
- 1998 – Beck – The Money Man
- 1998 – Beck – Monstret
- 1998 – Beck – Vita nätter
- 1998 – Beck – Öga för öga
- 1999 – Dödlig drift
- 1999 – Fatimas tredje hemlighet
- 2001 – Beck – Mannen utan ansikte
- 2001 – Beck – Hämndens pris
- 2002 – Beck – Kartellen
- 2002 – Beck – Enslingen
- 2002 – Beck – Sista vittnet
- 2002 – Beck – Okänd avsändare
- 2002 – Beck – Annonsmannen
- 2002 – Beck – Pojken i glaskulan
- 2003 – Gunnar Govin – en man, en röst, en resa
- 2004 – Danslärarens återkomst (TV-serie)
- 2004 – Graven (TV-serie)
- 2005 – Kocken
- 2006 – Wallander – Täckmanteln
- 2006 – Beck – Skarpt läge
- 2006 – Beck – Flickan i jordkällaren
- 2006 – Beck – Advokaten
- 2007 – Beck – I Guds namn
- 2007 – Beck – Gamen
- 2007 – Beck – Det tysta skriket
- 2007 – Beck – Den svaga länken
- 2007 – Beck – Den japanska shungamålningen
- 2009 – Beck – I stormens öga
- 2009 – Morden (TV-serie)
- 2010 – Beck – Levande begravd
- 2011 – Arne Dahl: Misterioso
- 2012 – Arne Dahl: Ont blod
- 2012 – Arne Dahl: Upp till toppen av berget
- 2012 – Arne Dahl: De största vatten
- 2012 – Arne Dahl: Europa Blues
- 2016 – Springfloden (TV-serie)

### Producent
- 1980 – Från och med herr Gunnar Papphammar

## Teater

### Regi (urval)
| År   | Produktion                      | Upphovsmän                      | Teater                                                        |
| ---- | ------------------------------- | ------------------------------- | ------------------------------------------------------------- |
| 2006 | I huvudet på Bergqvist och Sauk | Stefan Sauk och Kjell Bergqvist | Vasateatern Regi tillsammans med Stefan Sauk, Kjell Bergqvist |

## Priser
- Guldbagge för bästa manus tillsammans med Peter Dalle för Yrrol, 1994.